# Bottega Gatti di Faenza
La Bottega d'arte ceramica Gatti di Faenza (ora Ceramica Gatti 1928), fondata nel 1928 dal pittore e scultore Riccardo Gatti, è un atelier storico di maioliche faentine. Dopo la morte del fondatore, avvenuta nel 1972, l'attività è stata continuata dal nipote e allievo del capostipite, Dante Servadei, insieme a suo figlio Davide Servadei e ad altri discendenti della famiglia.

## Storia
La bottega iniziò la sua attività come officina di produzione di ceramica ispirata al Movimento futurista, proseguita poi con la collaborazione con numerosi scultori plastici e artisti famosi, come Arman, Carla Accardi, Giacomo Balla, Enrico Baj, Alberto Burri, Andrea Cascella, Bruno Ceccobelli, Hsiao Chin, Giosetta Fioroni, Salah Hassan, Dani Karavan, Mario Guido Dal Monte, Sandra Moreschi, Roberto Matta, Luigi Ontani, Pablo Echaurren, Domenico Paladino, Ugo Nespolo, Marco Nereo Rotelli, Ettore Sottsass.

## Tecnica del "riflesso"
Dalla fine degli anni venti del Novecento la bottega Gatti è detentrice di una peculiare tecnica di rivestimento, messa a punto dal fondatore, in grado di conferire alla superficie ceramica un aspetto esteriore metallico, con riflessi policromi e iridescenti.
Secondo quando divulgato dall'azienda, il procedimento prevede lo scioglimento nell'acido di sali di metalli nobili e una loro successiva applicazione sulle superfici vetrificate delle maioliche. Nella terza cottura del pezzo, quando la camera raggiunge la temperatura di 720°, si introducono nel forno delle sostanze di origine naturale, la cui combustione, creando un ambiente riducente, conferisce alle superfici il peculiare e voluto aspetto metallico-iridescente.